# Тур де Скі
Тур де Скі — змагання з лижних перегонів, яке складається з окремих етапів, організоване на зразок Тур де Франс. Тур де Скі відбувається щороку в Центральній Європі, починаючи з 2007. Воно триває вісім днів і проходило територіями Чехії, Німеччини та Італії. Призовий фонд досягає 750 швейцарських франків. Окремі забіги чоловіків та жінок проходять того ж дня.
Етапи Тур де Скі входять до заліку Кубка світу.

## Історія
Відколи на початку 80-тих з'явився ковзанярський хід, у світі лижних перегонів відбуваються зміни. До програми великих змагань увійшли нові дисципліни — гонка переслідування, спринт і гонки із загальним стартом. Тур де Скі новий тип змагань, запропонований олімпійським чемпіоном Вегардом Ульвангом.
Юрг Каполь, виконавчий директор Міжнародної федерації лижного спорту, стверджує, що спочатку Федерація хотіла розпочати Тур в Альпах, але ні Австрія, ні Швейцарія не проявили інтересу, тож перші
дві гонки повинні були пройти в Новому Мєсті на Мораві в Чехії. За тиждень до старту було оголошено, що у Новому Мєсті не вистачає снігу, й перші дві гонки було скасовано.
Ідея змагання знайшла пітримку серед лижників. Зокрема, Лижники Франції, Німеччини та Норвегії говорили, що участь у Тур де Скі одна з головних для них задач в сезоні 2006/07. Норвезьки лижник Єнс Арне Свартедал в інтерв'ю заявив, що переможець настільки складного змагання здобуде надзвичайну повагу.
Реакція спортсменів після першого Туру була дуже схвальною. Норвезькі лижники похвалили концепцію, переможець, німець Тобіас Ангерер, пророкував Туру велике майбутнє, але багато інших висловили критику щодо фінального підйому на гору, звідки спускаються гірськолижники. Вегард Улванг, директор відділу лижних перегонів FIS, проте, заявив, що наступного року фініш буде в тому ж місці, але шлях до нього змінять Ulvang also claimed that the Tour had been a success, and a «breakthrough for FIS». Втім, Ульванг визнав, що деякі зміни потрібні, бо майже третина учасників після Туру скаржилися на погане самопочуття або травми.
Відгуки газет розділилися: на думку «Експрессен» фініш гонки був найцікавішим змаганням за багато років, а «Шпігель» оголосив цей тип змагань майбутнім лижних перегонів. Критика з'явилася в «Гетеборг-Постен», якій не сподоболося те, що спринтери не мають шансів у загальному заліку, а «Вісбаден Кур'єр» обізвав Тур реаліті-шоу й лижним цирком.
Наступний Тур було проведено з 28 грудня 2007 до 6 січня 2008. Етапи проходили в Чехії й Італії. Планувалося провести дві гонки в баварському Оберстдорфі, але їх відмінили, оскільки німецька лижна асоціація могла організувати гонку лише 2 січня.
7 травня 2009 організатори Тур де Скі провели консультації з організаторами Джиро д'Італія з метою запозичити досвід проведення багатоденних змагань перед сезоном 2009–2010.

## Структура гонки

### Залік
Загальний час обраховується як сума часу на окремих етапах плюс преміальні секунди за спринти на етапи із загальним стартом. Серед етапів є два спринтерські, і отримані в них преміальні секунди віднімаються від загального часу. У змаганнях із загальним стартом є проміжні фініші, за які нараховуються преміальні: 15 переможцю, 10 — другому, 5 — третьому. Ті ж преміальні дають на фініші гонки.

## Переможці

### Чоловіки
| Рік       | Загальний залік                 | Загальний залік               | Загальний залік                 | Кубок спринтерів                |
| Рік       | 1-е                             | 2-е                           | 3-є                             | Кубок спринтерів                |
| --------- | ------------------------------- | ----------------------------- | ------------------------------- | ------------------------------- |
| 2007      | Тобіас Ангерер Німеччина        | Олександр Легков Росія        | Сімен Остенсен Норвегія         | Тор Арне Гетланд Норвегія       |
| 2008      | Лукаш Бауер Чехія               | Рене Зоммерфельдт Німеччина   | Джорджо Ді Чента Італія         | Петтер Нортуг Норвегія          |
| 2009      | Даріо Колонья Швейцарія         | Петтер Нортуг Норвегія        | Аксель Тайхманн Німеччина       | Тор Арне Гетланд Норвегія       |
| 2010      | Лукаш Бауер Чехія               | Петтер Нортуг Норвегія        | Даріо Колонья Швейцарія         | Петтер Нортуг Норвегія          |
| 2011      | Даріо Колонья Швейцарія         | Петтер Нортуг Норвегія        | Лукаш Бауер Чехія               | Даріо Колонья Швейцарія         |
| 2012      | Даріо Колонья Швейцарія         | Маркус Гельнер Швеція         | Петтер Нортуг Норвегія          | Даріо Колонья Швейцарія         |
| 2013      | Олександр Легков Росія          | Даріо Колонья Швейцарія       | Максим Вилегжанін Росія         | Петтер Нуртуг Норвегія          |
| 2014      | Мартін Йонсруд Сунбю Норвегія   | Кріс Єсперсен Норвегія        | Йоганнес Дюрр Австрія           | Мартін Йонсруд Сунбю Норвегія   |
| 2015      | Петтер Нуртуг Норвегія          | Євген Бєлов Росія             | Калле Гальфварссон Швеція       | Петтер Нуртуг Норвегія          |
| 2016      | Мартін Йонсруд Сунбю Норвегія   | Фінн Гоґен Круг Норвегія      | Сергій Устюгов Росія            | Мартін Йонсруд Сунбю Норвегія   |
| 2016-2017 | Сергій Устюгов Росія            | Мартін Йонсруд Сунбю Норвегія | Даріо Колонья Швейцарія         | Сергій Устюгов Росія            |
| 2017-2018 | Даріо Колонья Швейцарія         | Мартін Йонсруд Сунбю Норвегія | Алекс Гарві Канада              | Даріо Колонья Швейцарія         |
| 2018-2019 | Йоганнес Гесфлот Клебу Норвегія | Сергій Устюгов Росія          | Сімен Геґстад Крюґер Норвегія   | Йоганнес Гесфлот Клебу Норвегія |
| 2019-2020 | Олександр Большунов Росія       | Сергій Устюгов Росія          | Йоганнес Гесфлот Клебу Норвегія | Йоганнес Гесфлот Клебу Норвегія |
| 2021      | Олександр Большунов Росія       | Моріс Маніфіка Франція        | Денис Спіцов Росія              | Олександр Большунов Росія       |

### Жінки
| Рік     | Загальний залік                   | Загальний залік                   | Загальний залік                   | Кубок спринтерів                  |
| Рік     | 1-е                               | 2-е                               | 3-є                               | Кубок спринтерів                  |
| ------- | --------------------------------- | --------------------------------- | --------------------------------- | --------------------------------- |
| 2007    | Вірпі Куйтунен Фінляндія          | Маріт Бйорген Норвегія            | Валентина Шевченко Україна        | Вірпі Куйтунен Фінляндія          |
| 2008    | Шарлотта Калла Швеція             | Вірпі Куйтунен Фінляндія          | Аріанна Фолліс Італія             | Вірпі Куйтунен Фінляндія          |
| 2009    | Вірпі Куйтунен Фінляндія          | Айно-Кайса Саарінен Фінляндія     | Петра Майдич Словенія             | Петра Майдич Словенія             |
| 2010    | Юстина Ковальчик Польща           | Петра Майдич Словенія             | Аріанна Фолліс Італія             | Петра Майдич Словенія             |
| 2011    | Юстина Ковальчик Польща           | Терезе Йогауґ Норвегія            | Маріанна Лонга Італія             | Юстина Ковальчик Польща           |
| 2012    | Юстина Ковальчик Польща           | Маріт Бйорген Норвегія            | Терезе Йогауґ Норвегія            | Юстина Ковальчик Польща           |
| 2013    | Юстина Ковальчик Польща           | Терезе Йогауґ Норвегія            | Крістін Стермер Стейра Норвегія   | Юстина Ковальчик Польща           |
| 2014    | Терезе Йогауґ Норвегія            | Астрід Якобсен Норвегія           | Гейді Венг Норвегія               | Астрід Якобсен Норвегія           |
| 2015    | Маріт Бйорген Норвегія            | Терезе Йогауґ Норвегія            | Гейді Венг Норвегія               | Маріт Бйорген Норвегія            |
| 2016    | Маріт Бйорген Норвегія            | Інгвілл Флугстад Естберг Норвегія | Гейді Венг Норвегія               | Інгвілл Флугстад Естберг Норвегія |
| 2016-17 | Гейді Венг Норвегія               | Кріста Пярмякоскі Фінляндія       | Стіна Нільссон Швеція             | Стіна Нільссон Швеція             |
| 2017-18 | Гейді Венг Норвегія               | Інгвілл Флугстад Естберг Норвегія | Джессіка Діггінс США              | Інгвілл Флугстад Естберг Норвегія |
| 2018-19 | Інгвілл Флугстад Естберг Норвегія | Наталія Непряєва Росія            | Кріста Пярмякоскі Фінляндія       | Інгвілл Флугстад Естберг Норвегія |
| 2019-20 | Терезе Йогауґ Норвегія            | Наталія Непряєва Росія            | Інгвілл Флугстад Естберг Норвегія | Анамарія Лампич Словенія          |
| 2021    | Джессіка Діггінс США              | Юлія Ступак Росія                 | Ебба Андерссон Швеція             | Лінн Сван Швеція                  |